# Collotheca libera
Collotheca libera ist eine Art aus der Gattung Collotheca aus dem Stamm der Rädertierchen (Rotatoria).

## Beschreibung
Die Tiere werden 120 bis 170 µm lang und leben im Gegensatz zu den meisten Arten der Gattung Collotheca nicht sesshaft, sondern planktisch. Auf dem Rand der Fangkrone befindet sich ein Lappen, auf dem lange Wimperborsten stehen; der Kronenrand ist sonst kurz bewimpert. Im Rückenlappen befinden sich zwei Linsenaugen. Das Fußende ist verdickt und die Gallerte des Gehäuses ist glasig. Die Tiere schwimmen mit dem Kopf voran.

## Verbreitung
Die Tiere sind in Seen und Teichen von Juli bis Oktober als Einzelgänger im Plankton zu finden.